# Tania Rodríguez Estévez
Tania Rodríguez Estévez (Porriño, 30 de mayo de 1991) es una árbitra española de balonmano, integrante del grupo Élite de la RFEBM y colegiada EHF. Junto a la aragonesa Lorena García formó la primera pareja femenina que dirigió un encuentro de la Liga ASOBAL (16 de diciembre de 2020).

## Trayectoria

### Árbitro
Fue designada por la Real Federación Española de Balonmano como árbitra habilitada para dirigir partidos de la Liga Asobal en la temporada 2020-2021, junto con Lorena García, lo que en diciembre de 2020 las convirtió en la primera pareja de árbitras en dirigir un partido de la Liga Asobal. Antes de la pareja García-Rodríguez, otras mujeres llegaron a arbitrar la máxima competición masculina española (Cristina Fernández Piñeiro, Nandi Espino o Agatha García), aunque todas ellas con parejas masculinas.
Como colegiada internacional EHF, ha arbitrado encuentros de competiciones europeas de clubes y torneos de selecciones de base. 
En 2021 dirigió la final de la Copa de S.M. la Reina disputada en San Sebastián.

### Jugadora
Rodríguez se inició en el Club Balonmano Porriño, con el que disputó competiciones de base y llegó a debutar en División de Honor juvenil antes de orientar su carrera hacia el arbitraje. En 2013 se trasladó a la Comunidad Valenciana y se integró en su Comité Técnico de Árbitros, escalando hasta la categoría Élite y debutando en la Liga ASOBAL en la temporada 2020-21.

## Premios y títulos
1 x Premio a la Mejor Pareja Arbitral de la Liga ASOBAL (2025) 

## Vida personal
Afincada en Valencia desde 2013, Rodríguez comparte profesión y vida con el también árbitro valenciano José Manuel Iniesta. En 2023 fue madre de su primer hijo y se reincorporó a la competición tras una pausa por maternidad en la temporada 2022-23. En 2022 el pabellón del IES Ribeira do Louro, en su localidad natal, fue bautizado con su nombre en reconocimiento a su trayectoria y a la visibilización del arbitraje femenino.